# Bávaros
Os bávaros (em latim: bavarii) foram um povo germânico que surgiu na Boêmia, no território da atual República Tcheca. Seu nome completo originário em germânico era baio-warioz. Esse nome tem sido traduzido como Baiwaren, Baioaren, Bioras, latinizado para Bavarii, Baioarii ou Bavarii, Bavarians, Bajuwaren, Bajuvarii, Bajuwaren e Baiern.

## História
Os baváros dominaram a Europa Central ao derrotarem a tribo dos Rúgios em 487. Chegaram à região da Baviera no séculos V e VI, mas perderam o domínio da região, quando esta foi conquistada pelos francos.
A dinastia dos Wittelsbach governou a Baviera entre os anos de 1180 a 1918. Straubing, Ingolstadt e Munique formam, durante toda a Idade Média, a Baviera Superior, enquanto o resto do Estado era denominado Baviera Inferior (Landshut).

### Baviera
No início do século XVI, as várias províncias que ocupavam o atual território bávaro, unificaram-se, formando um país. A Baviera sempre foi e ainda é um estado católico, o mais significativo representante do catolicismo dentro do Sacro Império Romano Germânico. Este país combateu a União Protestante, ao longo da Guerra dos Trinta Anos, durante o reinado de Maximiliano I. Em 1623, Maximiliano I recebeu o título de príncipe eleitor do Sacro Império, o que lhe dava o direito de votar na escolha do imperador: tudo isso graças à lealdade à Igreja Católica. Quando o Sacro Império Romano caiu, a Baviera tornou-se um reino independente até 1918.